# Chaoilta pallidiceps
Chaoilta pallidiceps är en stekelart som beskrevs av Cameron 1911. Chaoilta pallidiceps ingår i släktet Chaoilta och familjen bracksteklar. Inga underarter finns listade i Catalogue of Life.